# Naturschutzgebiet Feldberg (Brilon, HSK-512)

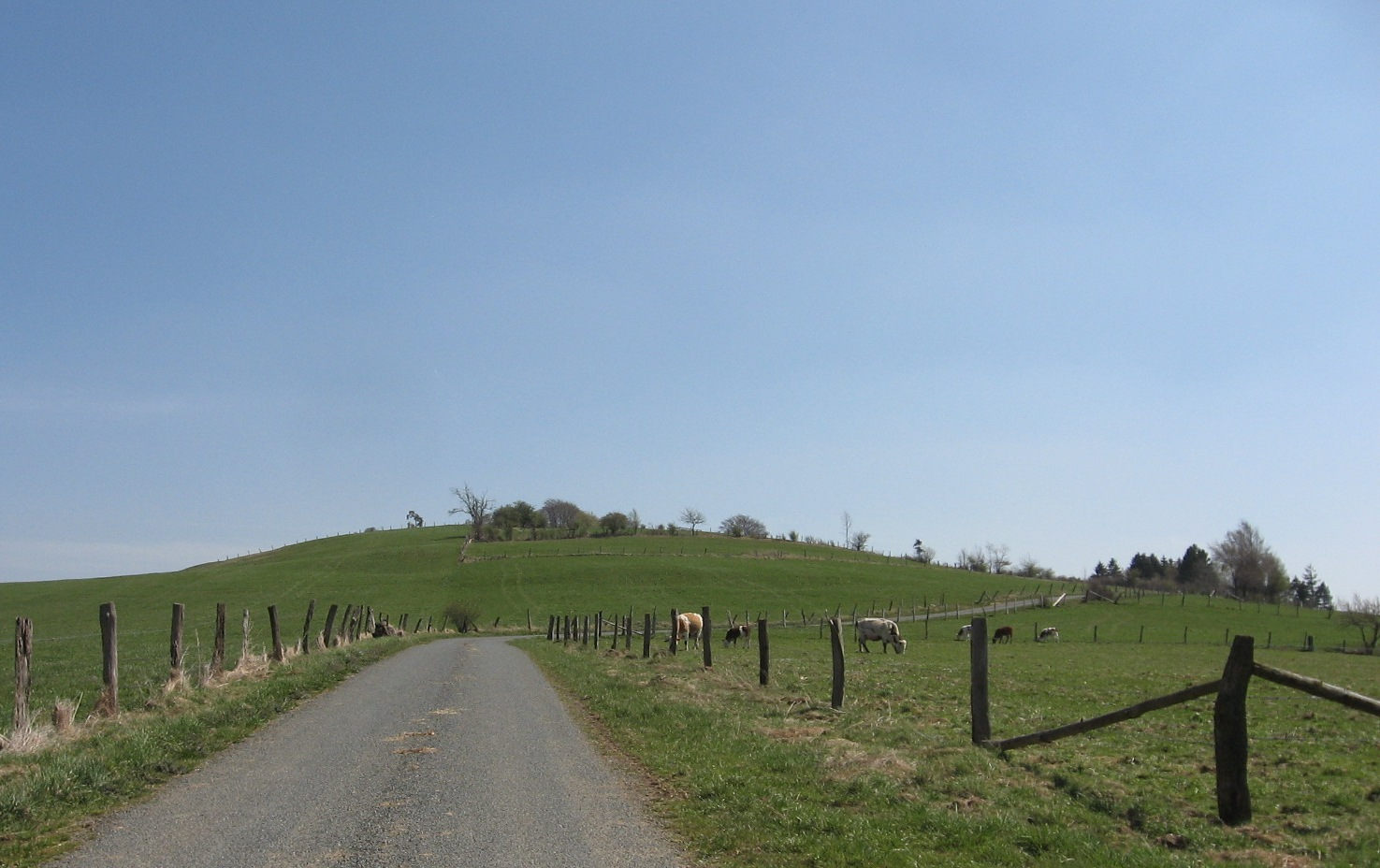
NSG Feldberg auf der Hügelkuppe

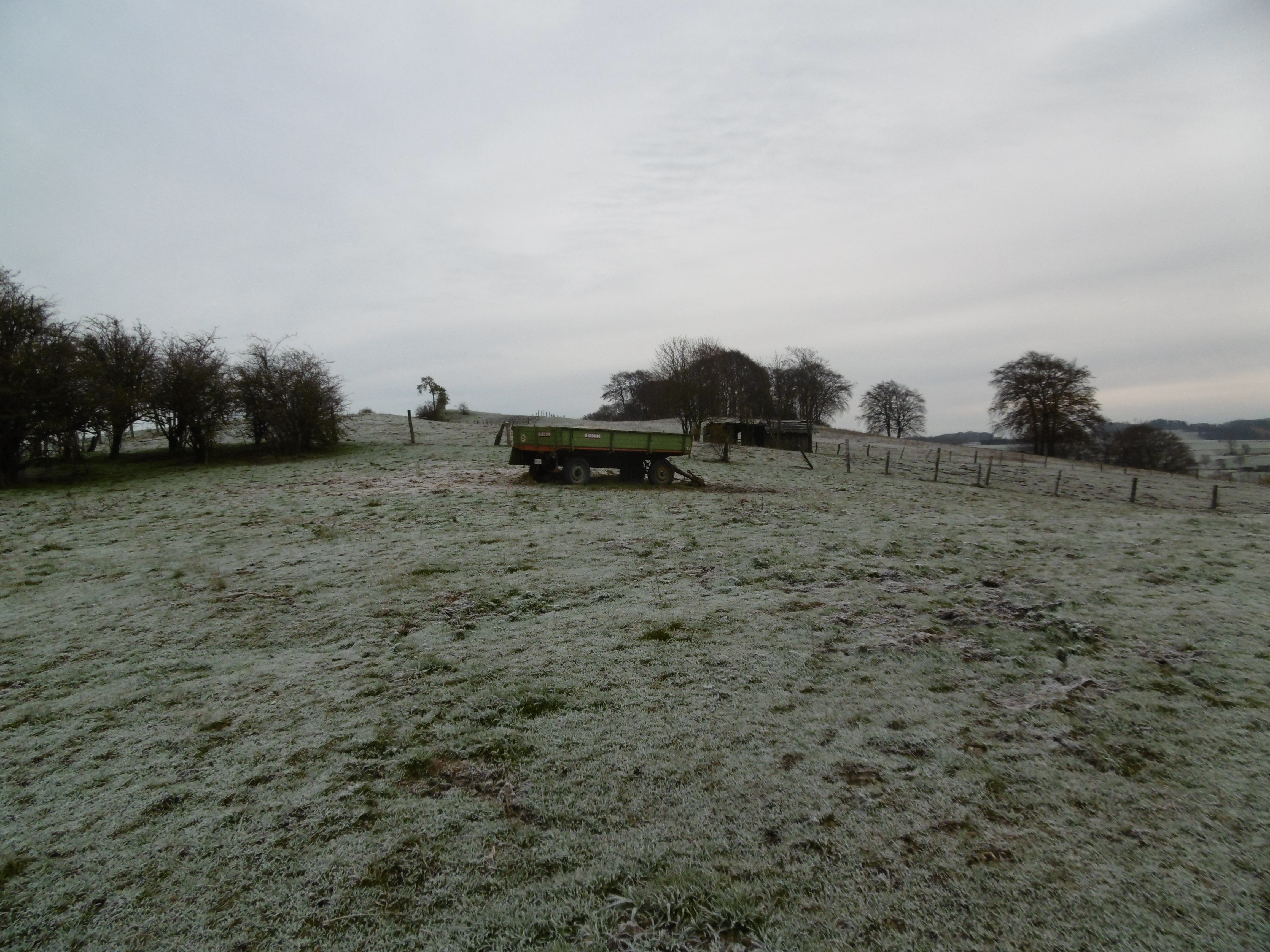
Hügelkuppe im Winter

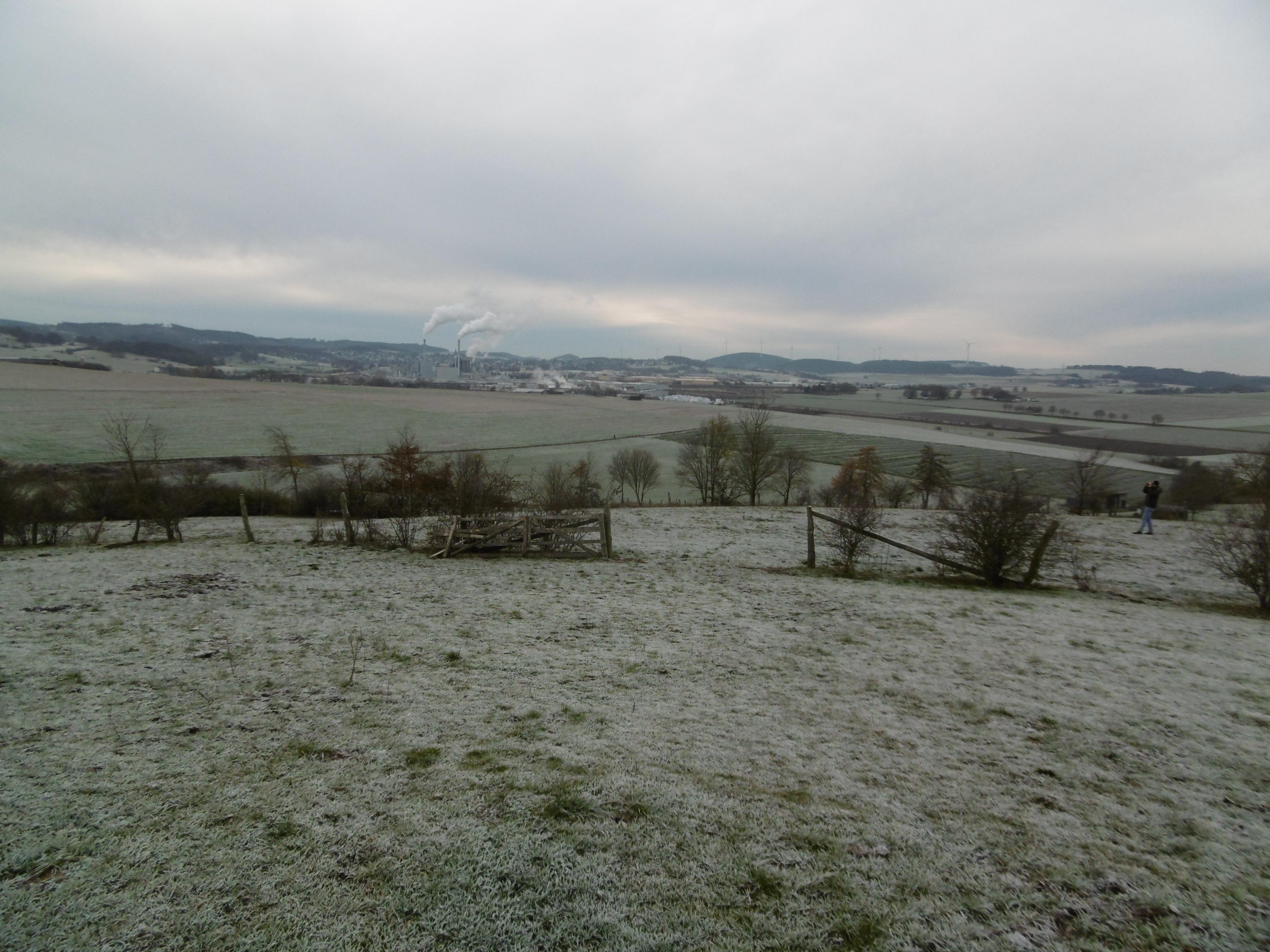
Blick vom NSG in Richtung Brilon

Das Naturschutzgebiet Feldberg (Kennung HSK-512) mit einer Größe von 1,74 ha liegt südwestlich von Thülen im Stadtgebiet von Brilon. Das Gebiet wurde 2008 mit dem Landschaftsplan Briloner Hochfläche durch den Hochsauerlandkreis als Naturschutzgebiet (NSG) ausgewiesen. Westlich und nördlich liegt das Landschaftsschutzgebiet Magergrünland an Feldberg und Schaaken und südlich das Landschaftsschutzgebiet Offenland südöstlich Brilon. Das NSG gehört seit 2023 zum Vogelschutzgebiet Diemel- und Hoppecketal mit angrenzenden Wäldern.
Es ist eines von 31 Naturschutzgebieten in Brilon, welche zur Gruppe der Kalkkuppen mit speziellen Verboten gehören. Östlich schließt sich das Naturschutzgebiet Feldberg (Brilon, HSK-211) mit einer Größe von 5,1 ha an, und südöstlich grenzt ferner das Naturschutzgebiet Königswiese an das NSG. Diese beiden wurden 2001 mit dem Landschaftsplan Hoppecketal durch den Kreis als NSG ausgewiesen. In den Datenbanken des Landesamtes für Natur, Umwelt und Verbraucherschutz Nordrhein-Westfalen (LANUV) und des Bundesamtes für Naturschutz (BfN) wird dieses NSG unter Naturschutzgebiet Feldberg <NSG der Gruppe Kalkkuppen> <LP Briloner Hochflaeche> (Kennung HSK-512) geführt.

## Gebietsbeschreibung
Beim NSG handelt es sich um die Bergkuppe Feldberg. Im NSG befindet sich nur Grünland mit Baumgruppen; dazu gehört auch Magerrasen. Zentral im NSG liegt Magerrasen-Bereich in typischer Ausprägung. Wertgebend sind weiterhin die Magergrünlandflächen im Westen des Gebietes. Hier kommen Magerkeitszeiger-Pflanzenarten aber nur noch randlich vor. In diesem Bereich sind hohe Anteile von Disteln und Knaulgras bestandsprägend. Im Gebiet befinden sich eine Hütte und eine Scheune. Besonderes Merkmal sind die vielstämmigen Buchen, die gruppenweise auf der Bergkuppe stehen. Das Gebiet ist Nahrungshabitat des Rotmilans. Das NSG gehört zu den hochwertigen Naturschutzflächen im Grünland im Offenlandbereich Feldberg – Königswiese – Schaaken mit den dortigen NSGs.
Es wurden durch das Landesamt für Natur, Umwelt und Verbraucherschutz Nordrhein-Westfalen Pflanzenarten wie Acker-Kratzdistel, Breitblättriger Thymian, Echtes Labkraut, Gras-Sternmiere, Jakobs-Greiskraut, Kleiner Wiesenknopf, Knolliger Hahnenfuß, Magerwiesen-Margerite, Mittlerer Wegerich, Moschus-Malve und Wiesen-Flockenblume nachgewiesen.

## Schutzzweck
Schutz des Magergrünlandes. Wie bei allen Naturschutzgebieten in Deutschland wurde in der Schutzausweisung darauf hingewiesen, dass das Gebiet „wegen der Seltenheit, besonderen Eigenart und Schönheit des Gebietes“ zum Naturschutzgebiet wurde. Der Landschaftsplan führt zum Schutzzweck auf: „Erhaltung und Optimierung der artenreichen Pflanzengesellschaften von Magergrünland auf basenreichem, flachgründigem, mehr oder weniger südexponiertem Standort; dauerhafte Etablierung einer möglichst extensiven Grünlandnutzung durch Vertragsangebote; Sicherung der erdgeschichtlich und landeskundlich interessanten Gesamtzusammenhänge rund um das Schwalgloch der ‚Königswiese‘.“

## Verbote
Zu den normalen Verboten in Naturschutzgebieten kommen beim NSG Feldberg wie bei den anderen 30 Briloner Kalkkuppen für festgelegte Kernzonen zusätzliche Verbote hinzu. Es ist verboten, die Kalkkuppen zu düngen, zu walzen und zu schleppen. Es dürfen nicht mehr als zwei Großvieheinheiten pro Hektar gleichzeitig weiden. Ferner darf erst ab dem 1. Juli eines Jahres gemäht werden.